# Grüne Bambusotter
Die Grüne Bambusotter (Craspedocephalus gramineus, Syn.: Trimeresurus gramineus), zuweilen auch als Gewöhnliche Bambusotter bezeichnet, ist eine in Asien vorkommende giftige Schlangenart aus der Unterfamilie der Grubenottern (Crotalinae).

## Merkmale
Die Grüne Bambusotter erreicht eine Länge von durchschnittlich 70 (maximal 113) Zentimetern. Der Körperoberseite zeigt eine grasgrüne bis hellgrüne  Farbe und ist mit mehr oder weniger unregelmäßigen schwarzen Flecken überzogen, die jedoch auch gänzlich fehlen können. Die Körperunterseite hat eine gelbliche Farbe. Der Kopf ist stark keilförmig, wesentlich breiter als der Hals und mit wärmeempfindlichen Gruben zwischen den Augen und den Nasenlöchern versehen. Die Schnauzenspitze ist leicht erhaben. Die Grüne Bambusotter hat außerdem vertikal-schlitzförmige Pupillen.

## Ähnliche Arten
Die Grüne Bambusotter kann bei oberflächlicher Betrachtung zuweilen mit der ungiftigen Grünen Kielrückenwassernatter (Rhabdophis plumbicolor) verwechselt werden, die sich jedoch deutlich durch einen schlanken Kopf, der nur wenig breiter als der Hals ist, unterscheidet. Sie hat außerdem runde Pupillen.
Von ebenfalls überwiegend grün gefärbten Arten unterscheidet sich die Weißlippen-Bambusotter (Trimeresurus albolabris) in erster Linie durch die schmalen weißen Lippenränder an der Schnauze und Trimeresurus erythrurus durch das rotbraune Schwanzende.

## Verbreitung und Lebensraum
Die Grüne Bambusotter ist auf der indischen Halbinsel südlich des Ganges weit verbreitet. Der Lebensraum der Art umfasst Regenwälder sowie Laubwälder mit niedriger Vegetation.

## Lebensweise
Die Grüne Bambusotter führt eine dämmerungs- und nachtaktive Lebensweise. Sie bewegt sich relativ langsam durch dichtes Unterholz, wo sie ihrer Beute auflauert. Tagsüber versteckt sie sich zwischen dichten Büschen oder in Baumhöhlen. Bei Gefahr führt sie Scheinangriffe aus und zieht sich anschließend zurück. Zwischen Juli und September bringt das Weibchen direkt 6 bis 14 Jungtiere zur Welt.

## Ernährung
Grüne Bambusottern ernähren sich in erster Linie von Froschlurchen (Anura) und Nagetieren (Rodentia). Gelegentlich werden auch andere Schlangen, Eidechsen und kleine Vögel erbeutet.

## Giftigkeit
Beutetiere werden  von der Grünen Bambusotter, die zu den Lauerjägern zählt, aus dem Hinterhalt durch einen Biss attackiert, wodurch das Viperngift in den Körper injiziert wird. Das durch die Giftwirkung verendete Tier wird meistens mit dem Kopf voran im Ganzen verschlungen.
Der Biss einer Grünen Bambusotter ist für den Menschen lebensbedrohlich. Todesfälle wurden bereits dokumentiert. Die genaue Zusammensetzung des Gifts wird noch erforscht. Es beeinflusst jedoch die Blutgerinnung. Als Symptome treten Kopfschmerzen, Übelkeit, Erbrechen, abdominelle Schmerzen, Schwellungen, Blutungen und Nekrosen auf. Als Antivenin wird POLYVALENT ANTI SNAKE VENOM SERUM, SII Bivalent Antisnake Venom Serum oder SII Polyvalent Antisnake Venom Serum (Asia) verwendet.

## Gefährdung
Die Grüne Bambusotter wird in Indien im Wild Life (Protection) Act, 1972 in Kategorie IV geführt, was bei Verstößen Strafen nach sich zieht, die jedoch wesentlich geringer ausfallen, als bei Verstößen der mit absolutem Schutz geführten Arten in den Kategorien I und II.
Von der Weltnaturschutzorganisation IUCN wird die Grüne Bambusotter als „Least Concern = nicht gefährdet“ klassifiziert.